# Azores Airlines
Azores Airlines, cunoscut anterior ca SATA Internacional, este o companie aeriană portugheză cu sediul în Ponta Delgada, pe insula São Miguel în arhipelagul Azore. O filială a SATA Aer Açores, compania aeriana operează zboruri regionale cât și internaționale, conectând Europa cu America de Nord de la hub-ul său, Aeroportul Internațional João Paulo II.

## Istoria

### În primii ani
Compania aeriană a fost înființată în decembrie 1990, sub numele de OceanAir, iar în 1991 a fost autorizată să opereze servicii de transport aerian cu zboruri neregulate. Operatorul de transport. SATA Aer Açores a devenit actionar majoritar, atunci când OceanAir și-a suspendat serviciile de transport aerian în 1994. Mai târziu a devenit unicul proprietar, iar pe 20 februarie 1998 compania a fost re-înființată ca SATA Internacional, reluarea operațiunilor având pe 8 aprilie 1998. Primul livery al companiei sub-ordonate de către SATA Internacional, consta într-un albastru închis pe coada avionului cu sigla companiei. Livery-ul vechi pe avioane consta în reprezentarea artistică a siglei pe niște valuri, suprapuse de un soare, cu inscripția "Fly Azores". Acest logo, pentru promovarea turismului a fost retras la sfârșitul secolului al 20-lea, fiind înlocuit cu altul având mai multe elemente pentru promovarea companiei. Compania aeriană a devenit o filială deținută în întregime de Grupul SATA (societatea-mamă).
În urma ofertei sale, prin licitație publică, SATA Internacional i-au fost atribuite rute regulate din Ponta Delgada, din Lisabona, din Insula Madeira și din Porto. SATA deține două subsidiare din America de Nord: SATA Express în Canada și Azores Express în Statele Unite ale Americii.

### Secolul 21

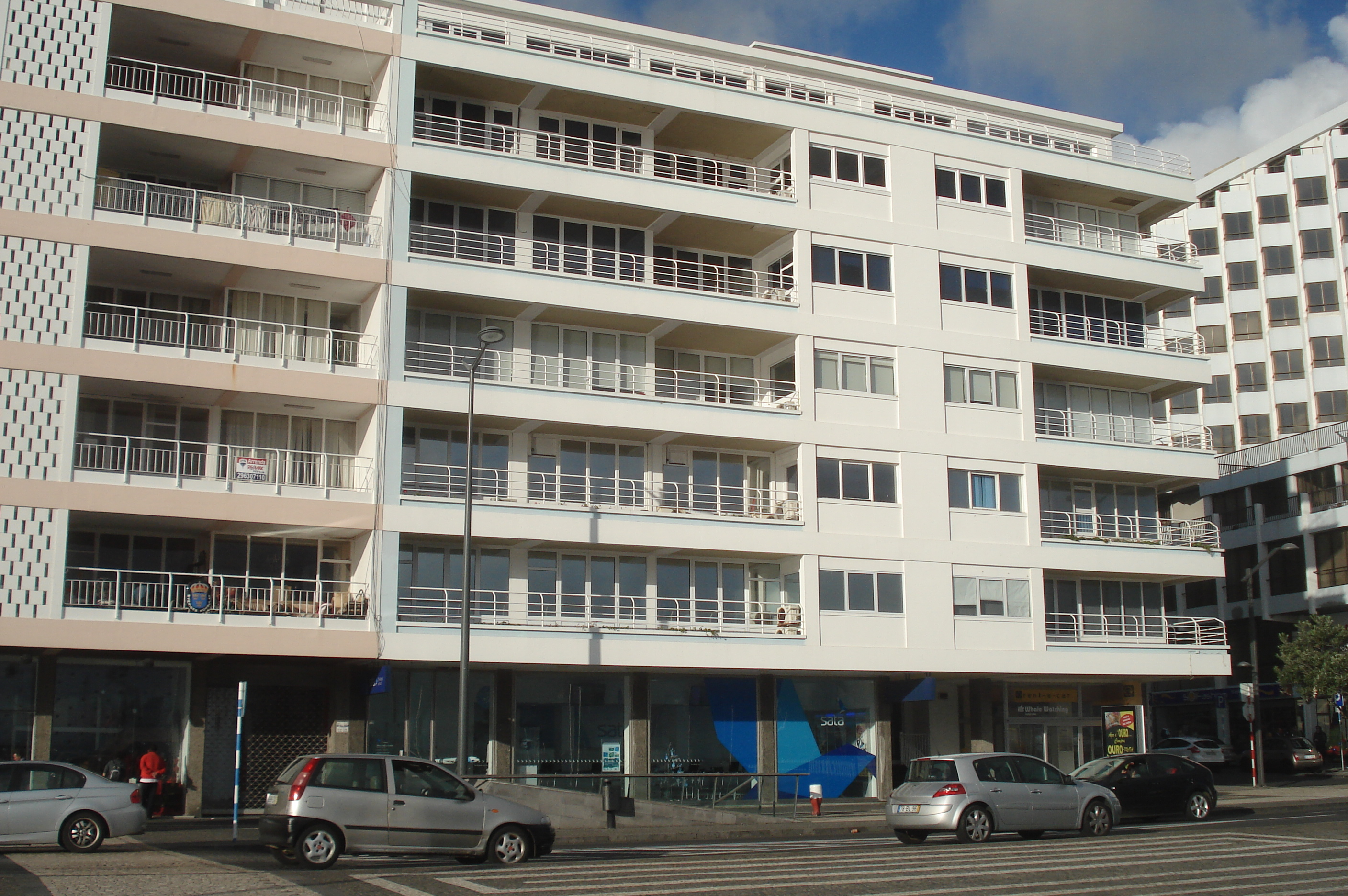
Sediul central al Grupului SATA în Ponta Delgada

După Mai 2009, SATA a adoptat o nouă imagine de brand și un logo nou care a fost aplicată la primul său Airbus A320-200, înregistrat CS-TKO și numit "Diáspora". Simbolul, numit BIA (pentru "Insulele Albastre Açor"), a constat din nouă forme geometrice, reprezentând cele nouă insule Azore asamblate pentru a forma legenda portugheză Açor. În"açor", uliul se credea că a fost pasărea găsită care înconjura insulele Azore când marinarii portughezi au descoperit primul arhipelag. Această formă a apărut pe coadă plus pe o porțiune situată înaintea aripilor pe fuselaj. Noul sistem a fost adoptat de ambele SATA Internacional și SATA Aer Açores în timpul procesului de înnoire a flotei, începând la sfârșitul anilor 1990 și terminându-se în 2015.
În ianuarie 2015, compania aeriană a anunțat planuri strategice pentru a reduce datoriile de la 179 milioane de euro la 40 de milioane de euro până în 2020, prin reducerea flotei sale și a forței de muncă. Conform planului, compania ar urma să fie redenumită Azores Airlines.
În octombrie 2015, SATA Internacional a anunțat, ulterior, o rebranduire majoră, inclusiv o schimbare de nume care să întruchipeze imaginea Azore Airlines și o schimbare în schema de culori, de la tonuri de albastru în tonuri de verde. În același timp, o reinnoire a flotei cu aeronave Airbus A330 de aeronave a fost anunțată. Primul zbor comercial cu A330 a avut loc pe 25 martie 2016 de la Ponta Delgada la Boston.
În septembrie 2016, compania aeriană a anunțat o schimbare de planuri privind reînnoirea flotei. În timp ce planurile pentru achiziționarea celui de-al doilea Airbus A330 au fost anulate, Azore Airlines a comandat două Airbus A321neo în leasing pentru perioada 2017-2019 și patru Airbus A321neoLR care vor fi livrate în 2019 pentru a înlocui A321neo. Faza de retragere din flotă a Airbus-urilor A310 ar fi trebuit să fie gata încă din primele luni ale lui 2018.

## Destinații

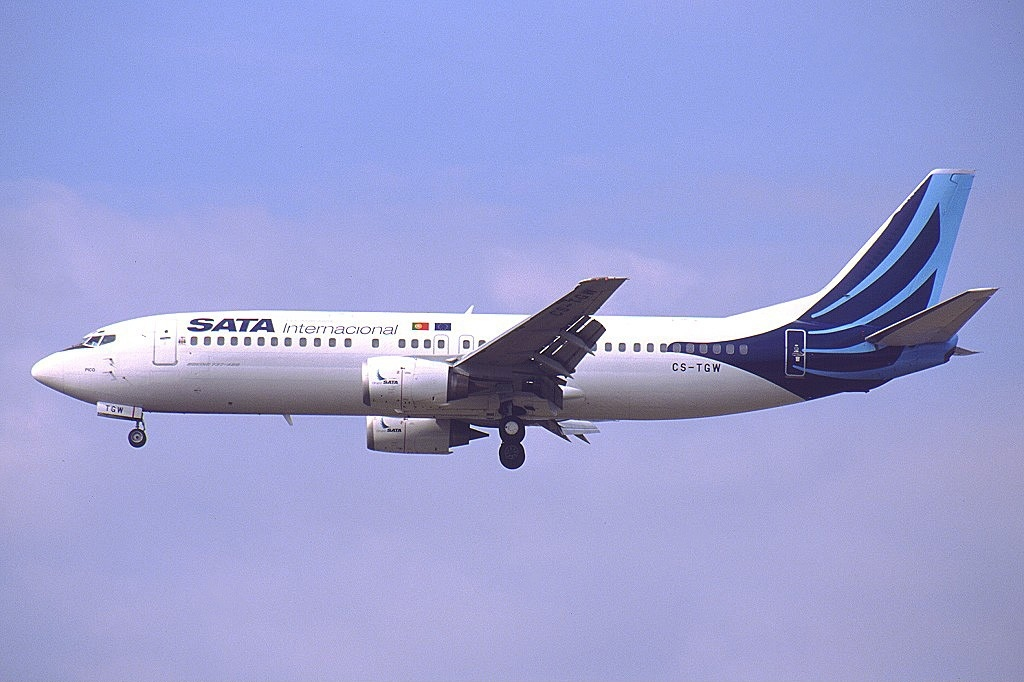
Un fost avion Boeing 737-400 SATA Internacional, în primul livery.

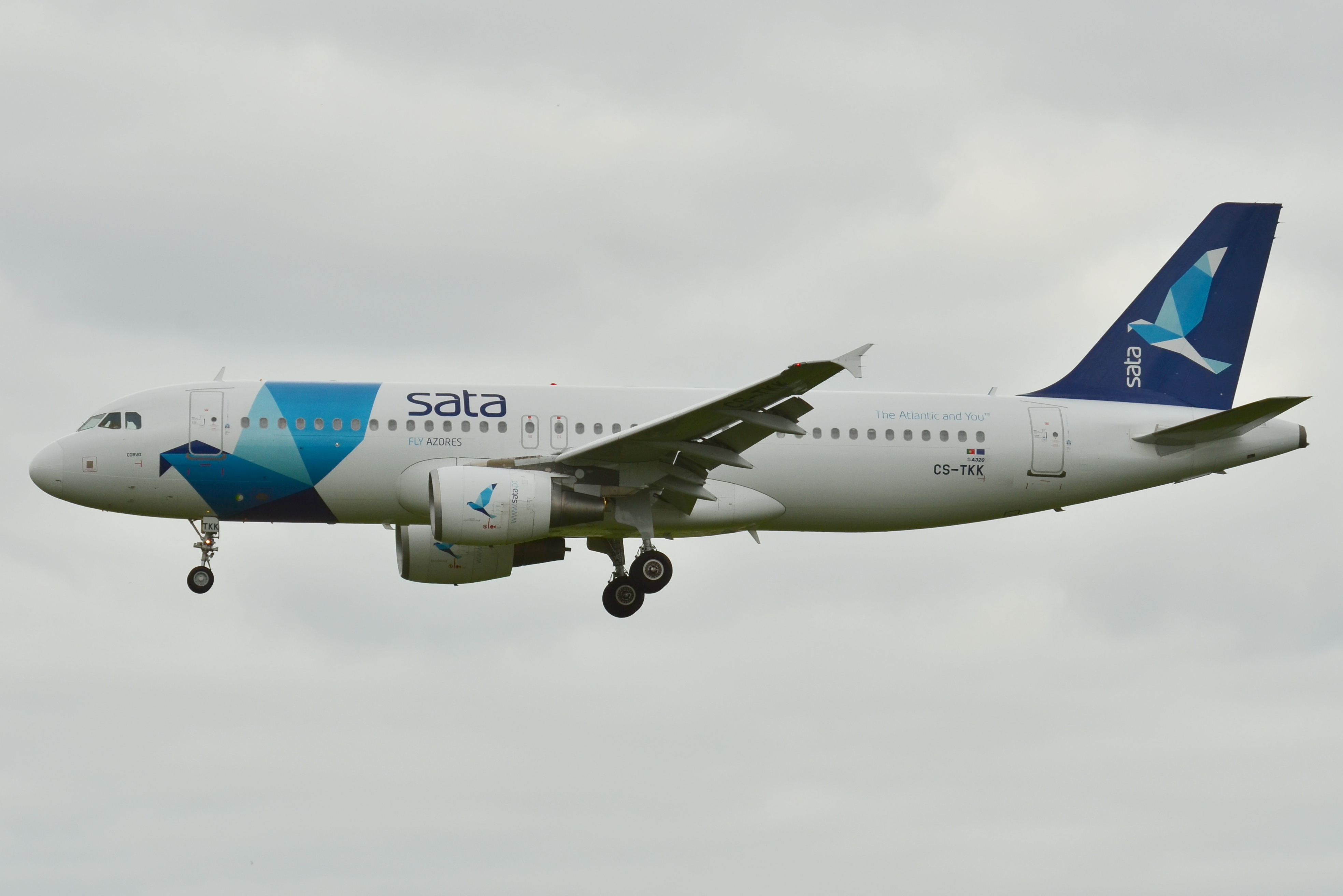
Azores Airlines Airbus A320-200, în fostul SATA Internacional livery.

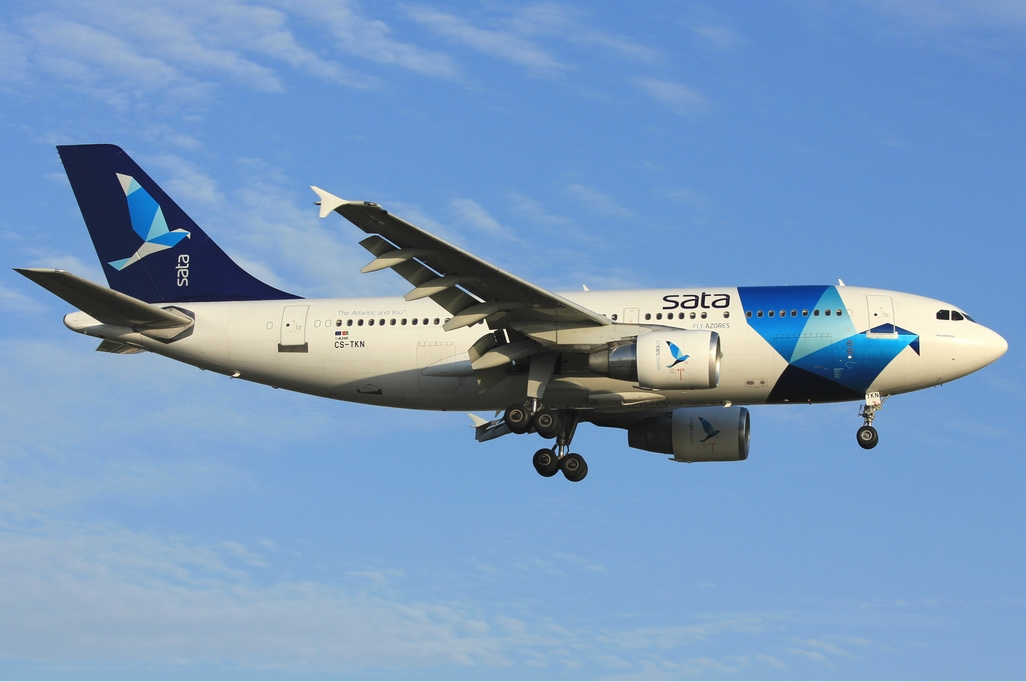
Azores Airlines Airbus A310-300 în fostul SATA Internacional livery.

Azore Airlines operează zboruri spre Insulele Madeira, Portugalia continentală și alte destinații în Europa și America de Nord, precum și zboruri charter. Destinațiile interne sunt acoperite de către societatea-mamă, SATA Aer Açores. Aceasta este lista destinațiilor pe care compania le opera în iunie 2017:
| Țară                       | Oraș                   | Aeroport                                                 | Note      | Referințe |
| -------------------------- | ---------------------- | -------------------------------------------------------- | --------- | --------- |
| Canada                     | Montréal               | Aeroportul Internațional Montréal–Pierre Elliott Trudeau | Sezonier  |           |
| Canada                     | Toronto                | Aeroportul Internațional Toronto Pearson                 |           |           |
| Republica Capul Verde      | Praia                  | Aeroportul Internațional Nelson Mandela                  |           |           |
| Germania                   | Frankfurt              | Aeroportul Internațional Frankfurt                       |           |           |
| Portugalia                 | Faro                   | Aeroportul Internațional Faro                            |           |           |
| Portugalia                 | Madeira                | Aeroportul Internațional Funchal                         |           |           |
| Portugalia                 | Lisabona               | Aeroportul Internațional Lisabona                        |           |           |
| Portugalia                 | Porto                  | Aeroportul Internațional Porto                           |           |           |
| Portugalia                 | Horta                  | Aeroportul Internațional Horta                           |           |           |
| Portugalia                 | Madalena               | Aeroportul Internațional Pico                            |           |           |
| Portugalia                 | Ponta Delgada          | Aeroportul Internațional João Paulo II                   |           |           |
| Portugalia                 | Vila do Porto          | Aeroportul Internațional Santa Maria                     |           |           |
| Portugalia                 | Praia da Vitória       | Baza Aeriană Lages                                       |           |           |
| Portugalia                 | Santa Cruz das Flores  | Aeroportul Internațional Flores                          |           |           |
| Portugalia                 | Vila do Corvo          | Aeroportul Internațional Corvo                           |           |           |
| Portugalia                 | Santa Cruz da Graciosa | Aeroportul Internațional Graciosa                        |           |           |
| Portugalia                 | Velas                  | Aeroportul Internațional São Jorge                       |           |           |
| Statele Unite ale Americii | Boston                 | Aeroportul Internațional Boston-Logan                    |           |           |
| Statele Unite ale Americii | Oakland                | Aeroportul Internațional Oakland                         | Sezonier  |           |
| Statele Unite ale Americii | Providence             | Aeroportul Internațional T.F. Green                      | Sezonierl |           |
| Regatul Unit               | Londra                 | Aeroportul Internațional Londra-Gatwick                  | Sezonierl |           |

## Flota

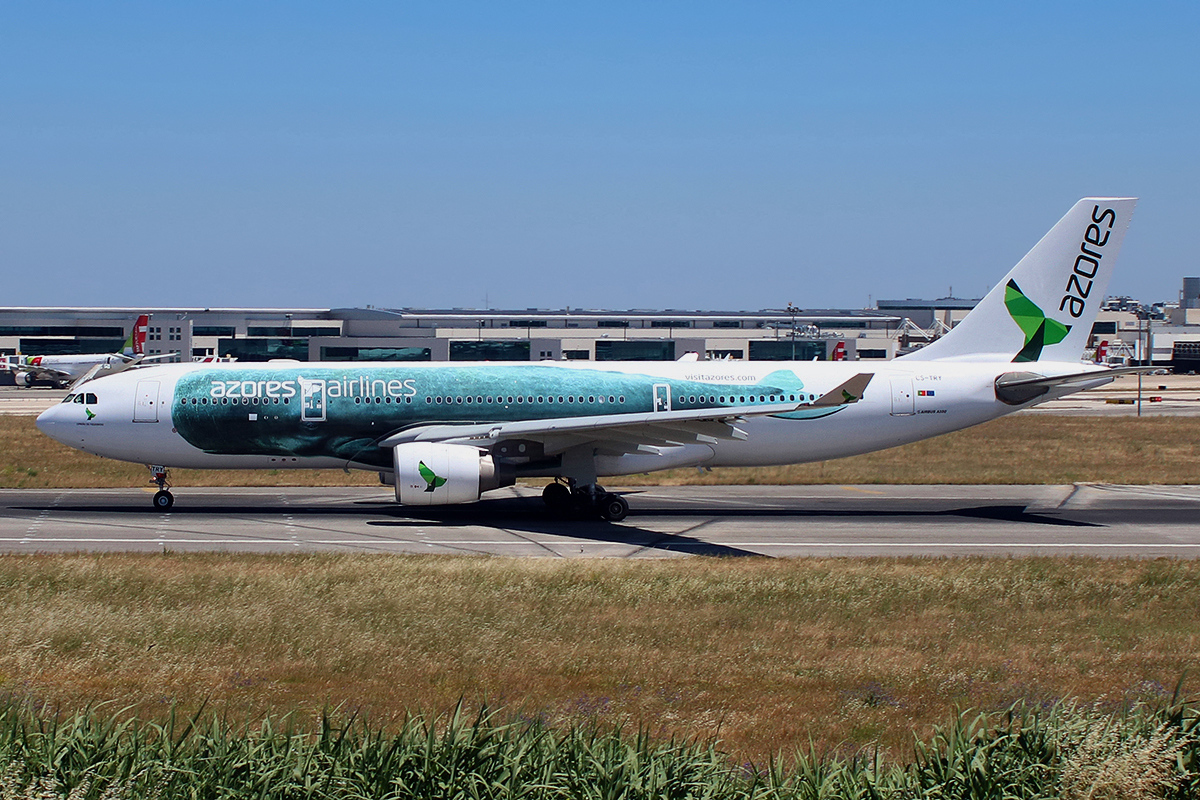
Azores Airlines Airbus A330-200.

Flota Azores Airlines era alcătuită din următoarele aeronave în ianuarie 2018:
| Aeronave        | În Serviciu | Comenzi | Pasagerii | Pasagerii | Pasagerii | Note                                    |
| Aeronave        | În Serviciu | Comenzi | C         | Y         | Total     | Note                                    |
| --------------- | ----------- | ------- | --------- | --------- | --------- | --------------------------------------- |
| Airbus A320-200 | 3           | —       | 12        | 149       | 161       |                                         |
| Airbus A321neo  | 2           | —       | 16        | 170       | 186       | Livrările au început în decembrie 2017. |
| Airbus A321LR   | —           | 4       | 16        | 174       | 190       |                                         |
| Airbus A330-200 | 1           | —       | 24        | 259       | 283       |                                         |
| Boeing 737-800  | 1           | —       | —         | —         | 189       | Închiriate de la Blue Air (YR-BMK)      |
| Total           | 7           | 4       |           |           |           |                                         |

Aeronave mai mici sunt operate de către SATA Aer Açores sub propria conducere.

## Incidente și accidente
Pe 4 august 2009, un Airbus A320 care opera zborul S4-129 de la Lisabona la Ponta Delgada a fost trântit pe pista de aterizare, trenul de aterizare fiind deteriorat. Nimic nu a fost scris în cartea tehnică, cei doi căpitani și inginerii nu au putut să interpreteze condițiile în care s-ar fi putut intâmplat incidentul. Aeronava nu a fost scoasă din serviciu, și s-a întors la Lisabona pe zborul de întoarcere. SATA a spus într-un comunicat că este greu să descopere cauza incidentului, raportele de la aterizare și de la încărcare nu fiind o cerință al tipului de aeronavă. În final trenul de aterizare a fost schimbat complet.